# Conseillers généraux de la Seine-Saint-Denis (2008-2011)

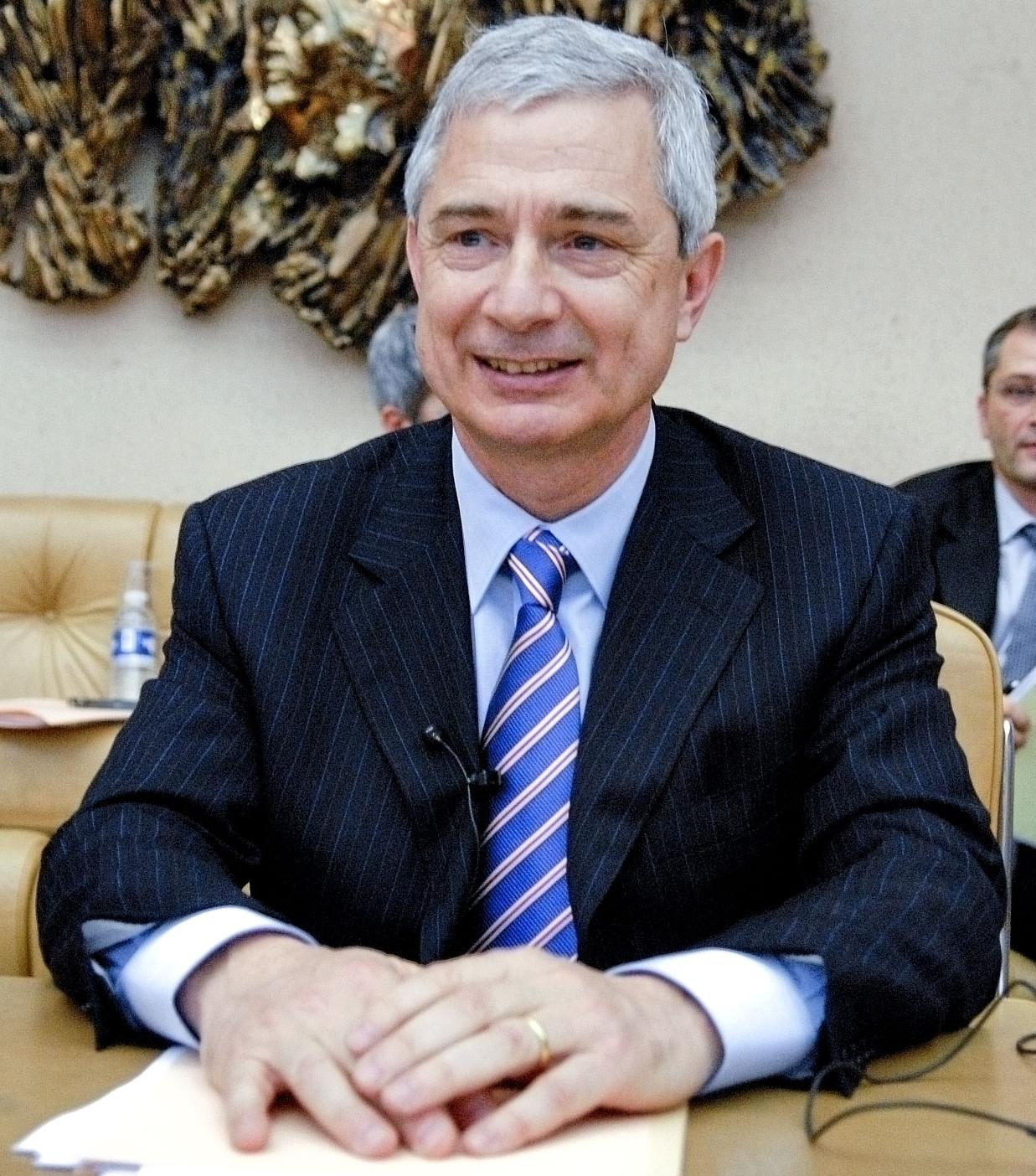
Claude Bartolone, président du Conseil général.

Les conseillers généraux de la Seine-Saint-Denis sont au nombre de 40. Claude Bartolone en a été élu président le 20 mars 2008. Socialiste, il prend la présidence d'un conseil général présidé par le PC depuis sa création.

## Exécutif départemental

### Président
Claude Bartolone, homme politique français, ancien ministre de Lionel Jospin, né le 29 juillet 1951 à Tunis (Tunisie).
Il est réélu député le 17 juin 2007, pour la XIIIe législature (2007-2012), dans la 6e circonscription de Seine-Saint-Denis, composée du canton de Bagnolet, des Lilas, du canton de Pantin-Est et de Pantin-Ouest. Il fait partie du groupe socialiste et est le « lieutenant » de Laurent Fabius.
Claude Bartolone, membre de l'équipe du « Pacte Présidentiel » de la campagne de Ségolène Royal lors de l'Élection présidentielle française de 2007, est également responsable d'un des principaux courants du Parti socialiste en France, Rassembler à Gauche, pôle de la gauche socialiste et fabiusienne animé avec des personnalités telles que Alain Vidalies ou Marie-Noëlle Lienemann.
Claude Bartolone a annoncé sa candidature sur le canton de Pantin-Est en 2008. Succédant à Didier Ségal-Saurel (app. PRG en 2007, élu sous les couleurs des Verts), il a été élu au premier tour. Puis il a été désigné par 30 voix contre 10 le 20 mars président du Conseil général de la Seine-Saint-Denis.
- Vidéo de son allocution lors son installation à la présidence

### 1ervice-président

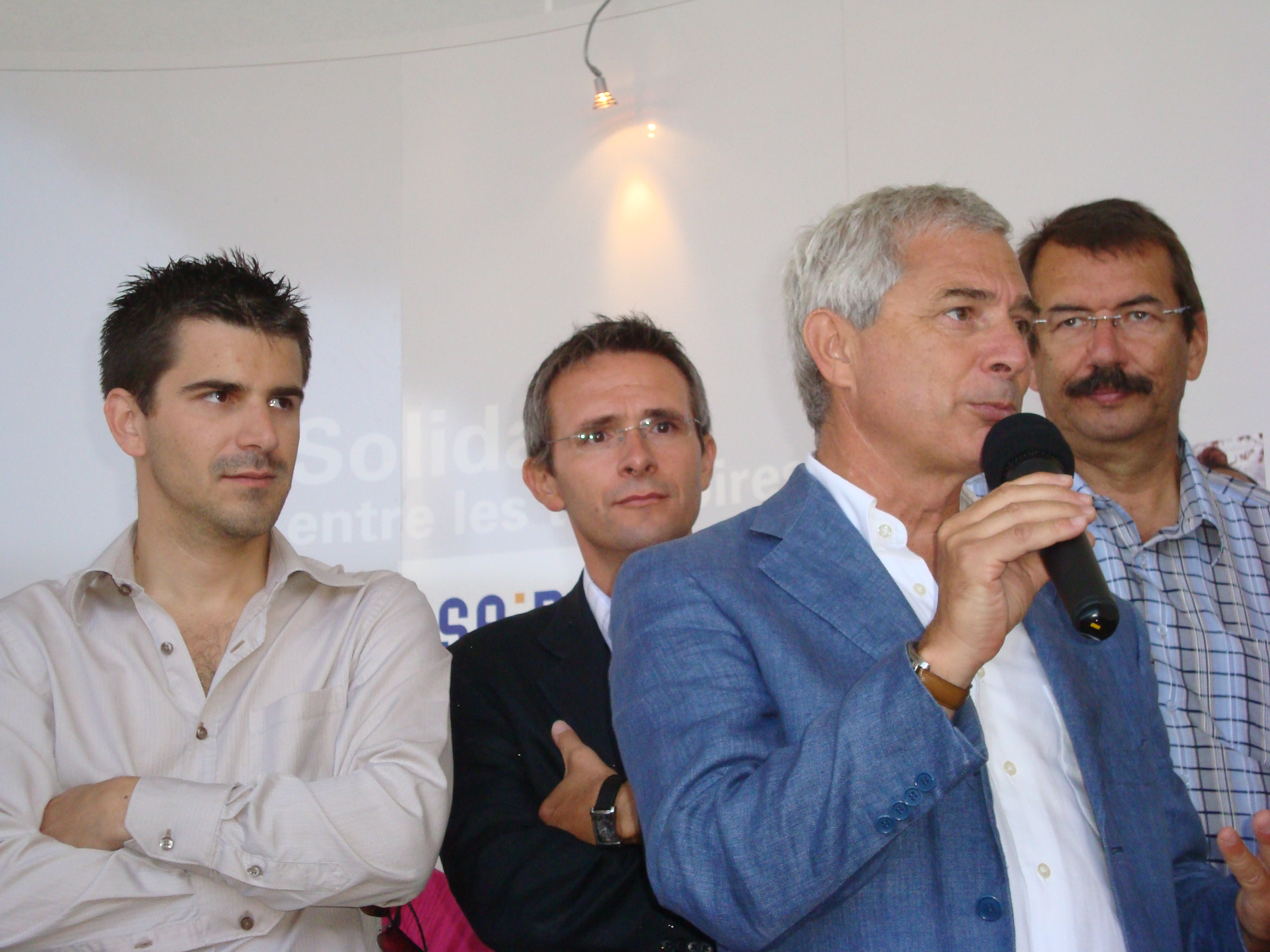
Gilbert Roger (à droite de l'image).

Gilbert Roger (Parti socialiste) a été élu conseiller général du canton de Bondy-Sud-Est en 1988. Il est premier vice-président du Conseil général de la Seine-Saint-Denis depuis 2004.
Il est également maire de Bondy depuis 1995. Lors du Congrès du Mans, il a rejoint le courant NPS. Puis il fut l'un des premiers soutiens de Ségolène Royal dans sa campagne interne pour l'investiture socialiste, avant de prendre ses distances avec elle.
En 2008, il est réélu conseiller général au premier tour. Vice-président, il est chargé du développement économique, de l'emploi, des relations européennes et internationales.

### 2evice-président
Josiane Bernard a été élue en 2001 conseillère générale du canton de Bagnolet et vice-présidente du Conseil général de la Seine-Saint-Denis. Elle est adjointe au maire de Bagnolet et réélue en 2008. En 2008, elle est chargée de l'environnement.

### 3evice-président
Corinne Valls est une personnalité politique française de gauche.
Militante d'abord au PCF, elle est adjointe au maire de Romainville (Seine-Saint-Denis) Robert Clément qui lui cède son siège en 1998.
En dissidence du PCF, elle est élue maire en 2001, elle a une majorité fragilisée par le départ dans l'opposition de 6 élus communistes de sa liste en 2003. Malgré le soutien des socialistes (élus sur la liste concurrente) en 2004, plusieurs dossiers (dont l'intercommunalité) sont bloqués du fait d'une majorité fragile et d'un soutien au cas par cas de certains conseillers municipaux. Ces difficultés la contraignent à remettre sa démission en décembre 2006. Elle est réélue avec plus de 50 % des voix le 18 février 2007 lors de l'élection municipale partielle consécutive. La liste Antilibérale Citoyenne et populaire (Pcf Comité Citoyen Romainvillois et personnalités locales) menée par Jean-Marie Doussin et arrivée en seconde position au premier tour s'est maintenue au second.
Malgré sa fragile majorité municipale, Corinne Valls a été élue conseillère générale du canton de Romainville en mars 2004, où Robert Clément ne se représentait pas. Elle siège dans le groupe PS-Verts au conseil général. Elle a fondé son mouvement politique départemental, le Mouvement de la Gauche Citoyenne. Elle a été réélue maire en 2008.
Elle est élue vice-présidente en 2008 chargée des transports, déplacements et voirie.

### 4evice-président
Pierre Laporte est maire adjoint aux affaires de Tremblay-en-France, il a été élu conseiller général du canton de Tremblay-en-France en 2001 et réélu en 2008. Il est élu en 2008 vice-président chargé de l'autonomie des personnes. En 2010, il quitte le PCF pour rejoindre la FASE

### 5evice-président

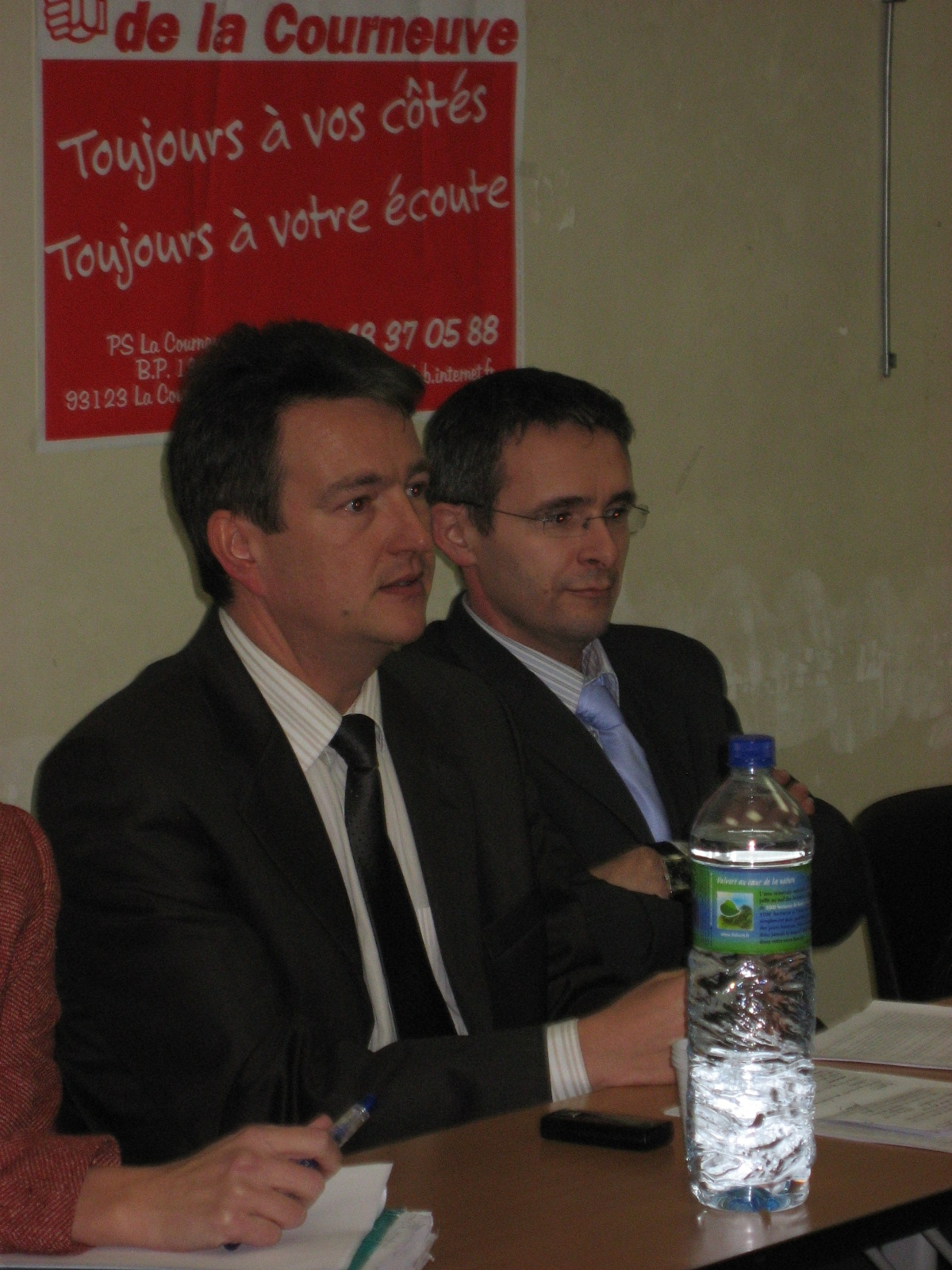
Pascal Popelin (à gauche).

Pascal Popelin est un homme politique français, né le 27 février 1967 à Paris XIXe.
Diplômé de l’Institut d'études politiques de Paris, et titulaire d'une maîtrise de droit public (juin 1989), il a aussi été l'un des meilleurs fleurettistes français au Cercle d'Escrime de Livry-Gargan.
Claude Bartolone, député de la Seine-Saint-Denis et alors vice-président du Conseil général. lui offre à partir de décembre 1988, sa première expérience professionnelle, en le recrutant comme chargé de mission au Conseil général de la Seine-Saint-Denis, puis il passera le concours d'attaché territorial.
Adhérent au PS depuis 1985, il est secrétaire de la fédération socialiste de la Seine-Saint-Denis de 1998 à 2007.
En 1994, il est élu conseiller général du canton de Livry-Gargan. Réélu avec 65,3 % des voix en 2001, il a été président de la commission des finances et des affaires économiques (1994-1998), 9e vice-président du Conseil général (1998-2001), 7e vice-président du Conseil général (2001-2004), 2e vice-président du Conseil général (depuis le 1er avril 2004). Il est notamment chargé au sein de l’exécutif départemental de la politique en faveur des populations âgées, des personnes handicapées et des allocataires du RMI. En 2008, il prend la charge de l'enfance et de la famille.
En juin 1995, Pascal Popelin devient adjoint au maire de Livry-Gargan dans l’équipe conduite par Alain Calmat, qui succède à son tour à Alfred-Marcel Vincent à la mairie. Réélu en 2001 puis en 2008, il est depuis onze ans chargé des finances et des affaires économiques de cette ville.
Il est très investi dans la politique de l’eau où il exerce des responsabilités dans plusieurs organismes. Il a été investi par le PS dans la 12e circonscription, face au sortant UMP Éric Raoult, pour les législatives de 2007, mais n'est pas élu. À l'automne 2007, il démissionne de ses fonctions de premier secrétaire fédéral.

### 6evice-président
Daniel Guiraud est membre du Parti socialiste.
Militant associatif (notamment pour la défense des locataires) et politique, il a été élu maire des Lilas en mars 2001 en battant la liste de droite sortante. En mars 2004, il est élu conseiller général du Canton des Lilas ; il devient président du groupe des élus socialistes.
Marié et père de trois enfants, il est diplômé d’études supérieures spécialisées en droit public et en sciences politiques.
Président de l’association de promotion du prolongement de la ligne 11 du métro depuis 2003.
D'abord membre de la Gauche socialiste, il se rallie en 1998 aux amis de Laurent Fabius en devenant collaborateur de Claude Bartolone.
Il est chargé du Développement des territoires et de l'évaluation des politiques publiques.

### 7evice-président
Azzedine Taïbi a été élu conseiller général du canton de Stains en 2001 et réélu en 2008.
Il est aussi adjoint au maire de Stains. En 2008, il devient vice-président du conseil général chargé du Sport, de la jeunesse et de l'éducation populaire.

### 8evice-président

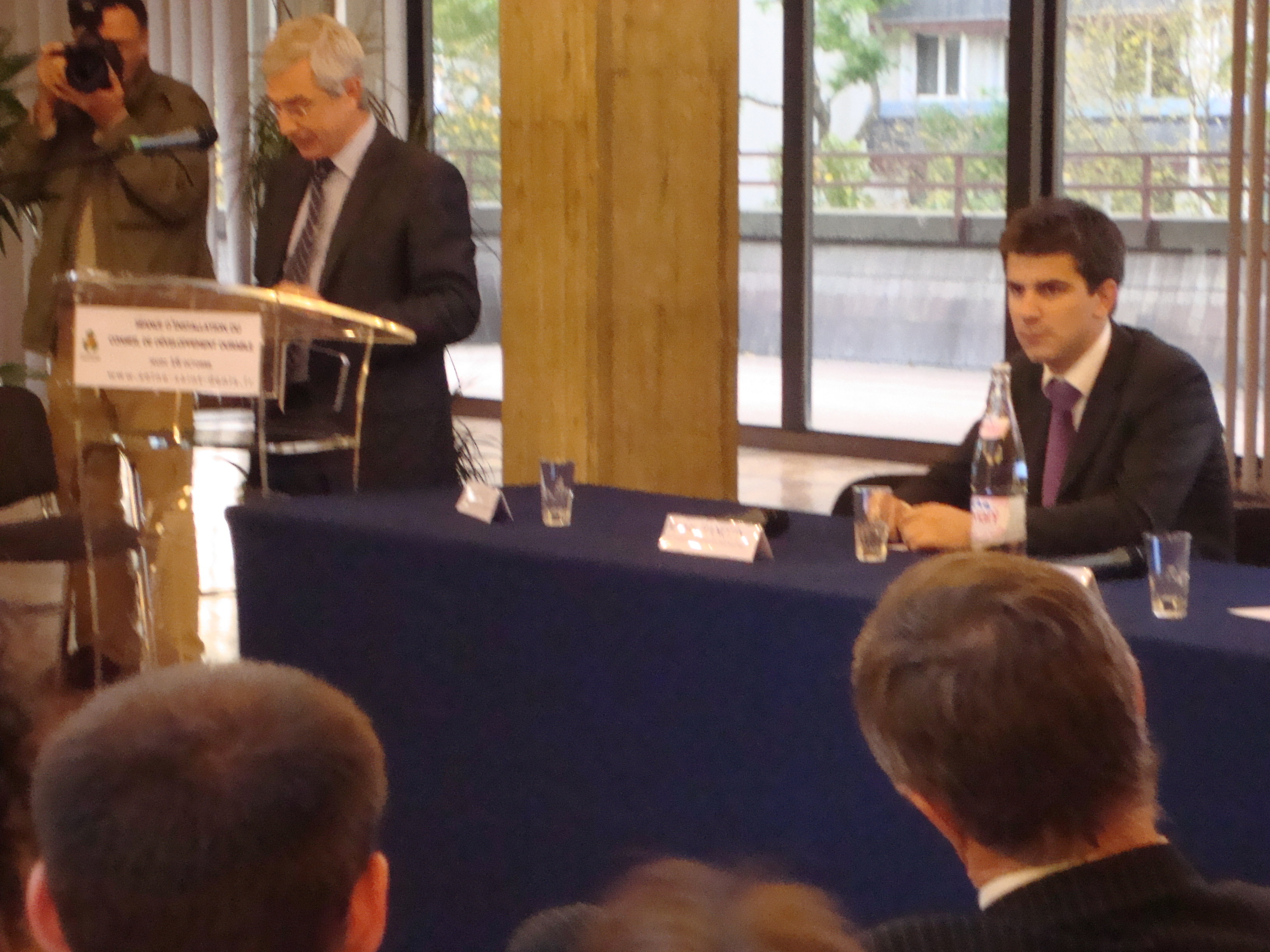
Matthieu Hanotin (à droite) avec Claude Bartolone.

Le socialiste Mathieu Hanotin a été élu en mars 2008 face au communiste sortant Ronan Kerrest conseiller général du canton de Saint-Denis-Sud. Il est chargé de l'Éducation, de la citoyenneté et de la lutte contre les discriminations.
Élu à seulement 29 ans, il est originaire de Compiègne. Après avoir milité à l'UNEF-ID, il a passé trois ans au cabinet de Pascal Cherki, alors maire-adjoint de Paris chargé des sports.

### 9evice-président
Succédant à Didier Paillard, maire de Saint-Denis, Bally Bagayoko a été élu conseiller général du canton de Saint-Denis-Nord-Est apparenté Parti communiste français en mars 2008. Il est nommé vice-président du conseil général chargé des services urbains et des nouvelles technologies.
Entraîneur de basket-ball à Saint-Denis, il est maire-adjoint à la Mairie de Saint-Denis depuis 2001 et exerce une fonction de cadre à la RATP.

### 10evice-président

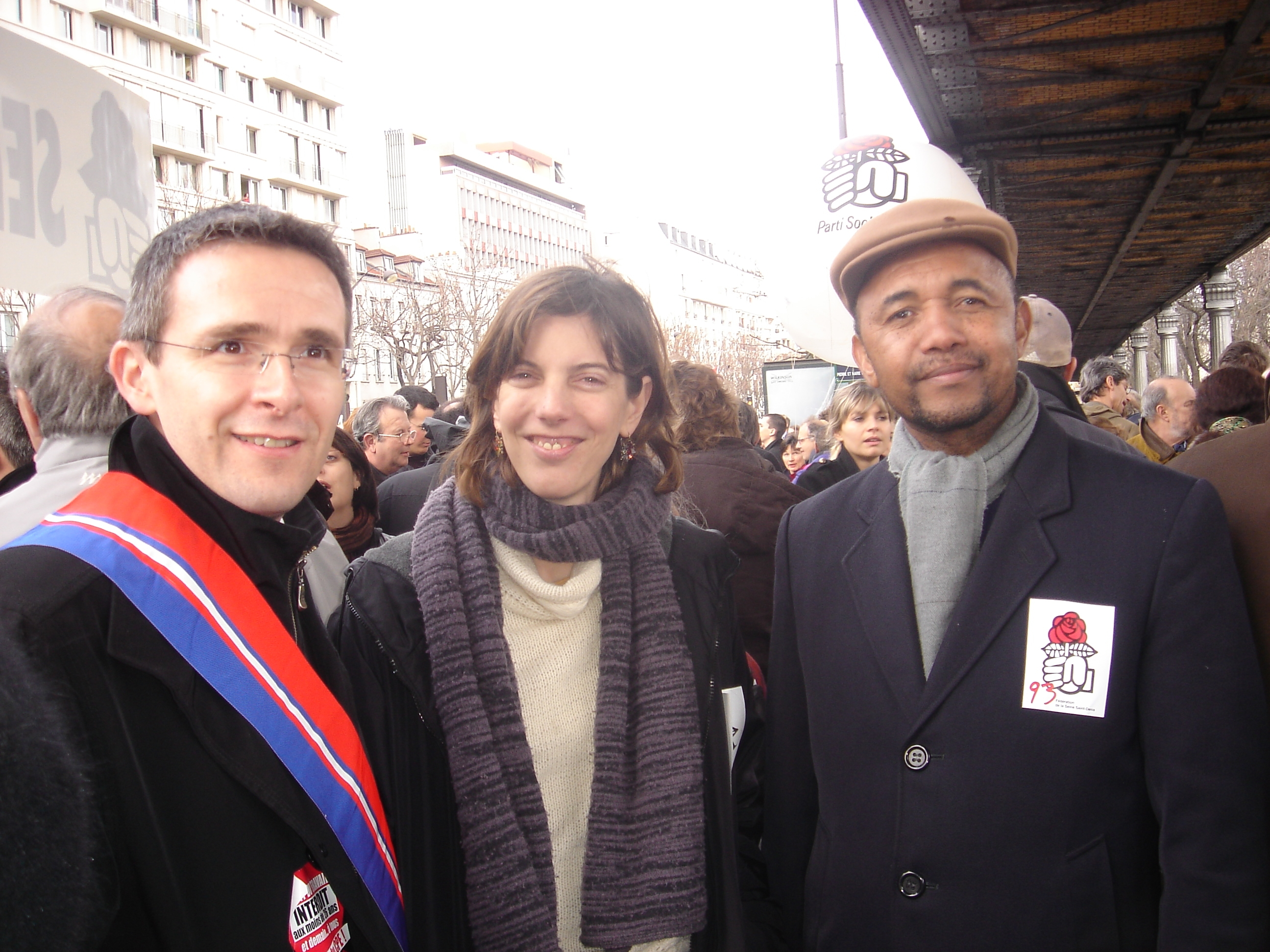
Stéphane Troussel (à gauche) en manifestation à Paris contre le CPE

Stéphane Troussel est né le 7 avril 1970 à Saint-Denis. Il habite depuis toujours à La Courneuve. Il est fonctionnaire territorial en position de détachement.
Il a milité à SOS Racisme puis à l'UNEF-ID. Après avoir été membre d'associations sportives ou culturelles, il est maintenant membre d'une association de parents d'élèves et de consommateurs.
Adhérent au PS depuis 1993, il a rallié les amis de Laurent Fabius au moment de son soutien au non dans le référendum sur le traité constitutionnel européen.
Il a été élu au Conseiller municipal de La Courneuve en 1995 et en 2001 sur une liste d'union de la gauche. En son sein, il avait été élu adjoint au maire chargé de la petite enfance en 2001 auquel s'ajoute depuis 2004 la population.
Il a été élu conseiller général du canton de La Courneuve en 2004 face à la candidate communiste sortante et a été désigné pour conduire une liste PS-Verts-PRG-MRC aux municipales 2008, qui n'a pas réussir à détrôner le maire sortant PCF. En mars 2008, il devient vice-président du conseil général chargé de l'habitat, de la politique de la ville et de la mixité sociale.

### 11evice-président
Jean-Charles Nègre est une personnalité politique française de Seine-Saint-Denis.
Conseiller municipal de Montreuil-sous-Bois, il a été élu le 20 octobre 2002 conseiller général du canton de Montreuil-Est à la suite de l'annulation le 29 juillet 2002 de l'élection du conseiller général Verts Michel Poirier. Il est vice-président du Conseil général de la Seine-Saint-Denis. Il est réélu en 2008 et est chargé de l'insertion, du développement social et de la formation professionnelle.

### 12evice-président
Emmanuel Constant est une personnalité politique française, né le 17 mars 1968 à Gourdon. Il est membre du PS.
Il a été réélu conseiller général du canton de Noisy-le-Grand en 2004. Il est vice-président du Conseil général de Seine-Saint-Denis, délégué aux sports et à la jeunesse de 2004 à 2008, puis chargé de la culture.
Il est également adjoint au maire de Noisy-le-Grand, délégué à la culture.

### Commission permanente
La commission permanente regroupe le président et les vice-présidents, ainsi qu'Evelyne Yonnet, Michèle Bailly, Sylvine Thomassin, Abdel-Madjid Sadi, Gilles Garnier, Jean-Jacques Karman, Ludovic Toro, Claude Capillon, Vincent Capo-Canellas, Raymond Coenne, Stéphane Salini, et Michel Teulet.

## Élus par groupe politique

### Groupe Socialiste
17 membres ;
Président du groupe : Stéphane Troussel

#### Gérard Ségura
Gérard Ségura (PS)

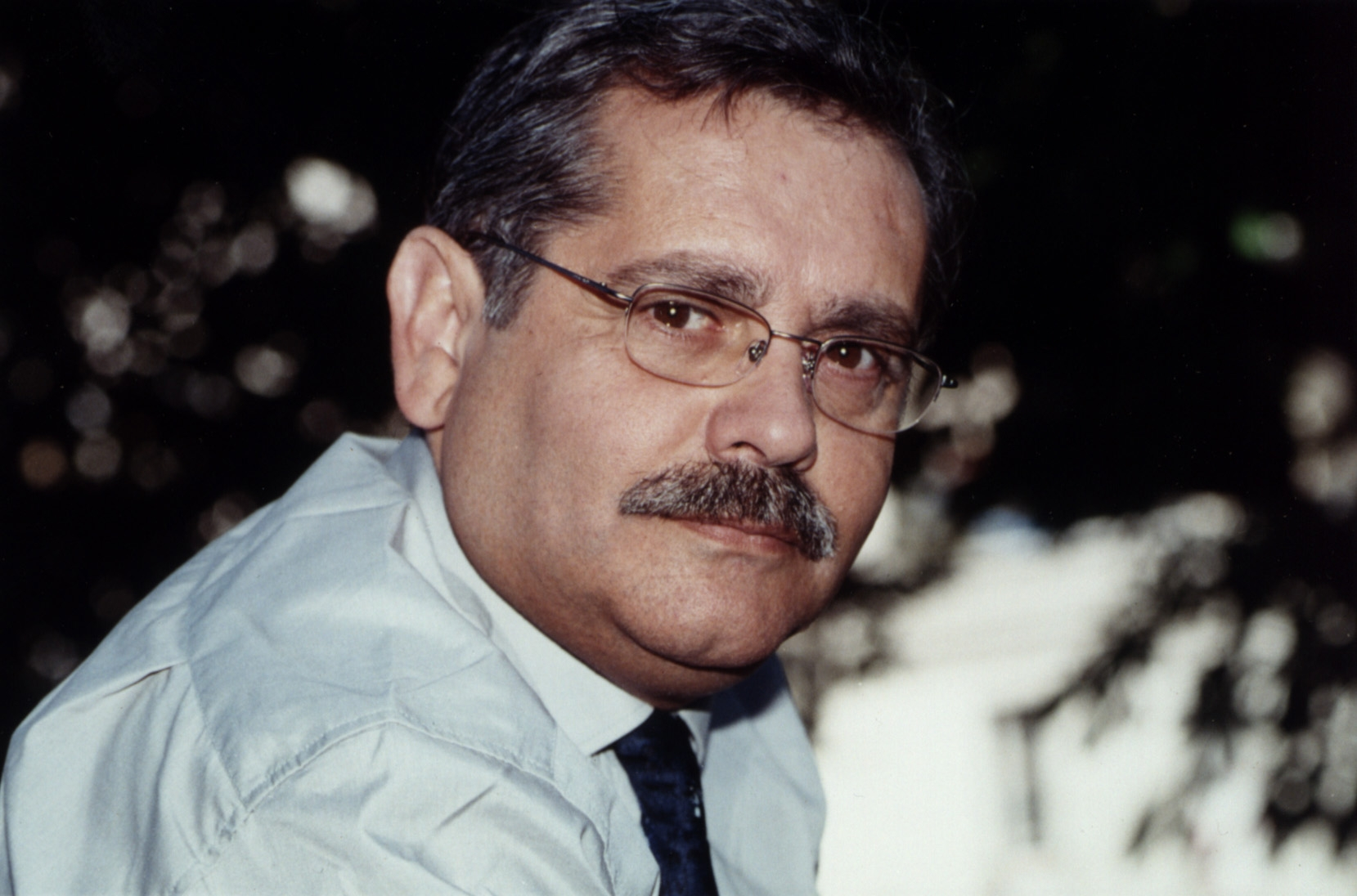
Gérard Ségura

Gérard Ségura est né en 1948 à Ammi Moussa (Algérie).
Militant à l'UNEF de 1968 à 1972, il y a exercé des responsabilités au sein de l'AGE de Sorbonne Censier. Instituteur de 1972 à 1993 il a occupé des responsabilités au Syndicat national des instituteurs jusqu'en 1983. Il adhère en 1983 à Force ouvrière où il est membre du bureau national du Syndicat national unifié des directeurs et instituteurs (SNUDI FO) et secrétaire général adjoint de l'Union départementale Force Ouvrière de Seine-Saint-Denis.
Il adhère en 1986 au Parti socialiste. Membre du courant jospiniste jusqu'en 1996 il rejoint le courant de Laurent Fabius.
Élu conseiller général (PS) du canton d'Aulnay-sous-Bois-Nord en 1998 il succède à Gérard Gaudron (conseiller général sortant UMP et 1er adjoint du maire UMP Jean-Claude Abrioux). Réélu en 2004 conseiller général du canton nord d'Aulnay-sous-Bois contre Gérard Gaudron (entretemps élu maire d'Aulnay-sous-Bois), il devient vice-président du Conseil général de la Seine-Saint-Denis.
Il y est chargé de la politique de la ville, de l'aménagement urbain et du logement.
Il est élu conseiller municipal d'Aulnay-sous-Bois en 2001 et préside le groupe d'opposition.
Il a été investi par le PS pour les élections législatives de 2007 dans la 10e circonscription de la Seine-Saint-Denis et fut battu au deuxième tour par le candidat UMP Gérard Gaudron. En 2008, il défait ce dernier aux élections municipales.

#### Evelyne Yonnet

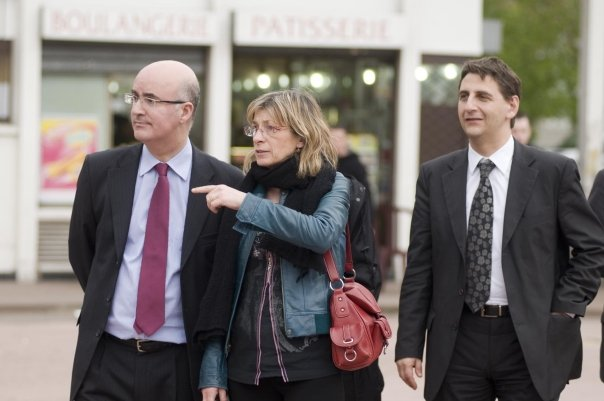
Evelyne Yonnet avec le préfet Nacer Meddah et le député Daniel Goldberg.

Evelyne Yonnet est une personnalité politique française de Seine-Saint-Denis, membre du Parti socialiste qu'elle a rejoint en 1984 après cinq années passées au PSU, notamment dans la lutte contre le nucléaire.
Secrétaire de section en 1986 jusqu’en 1993, puis conseillère municipale et présidente du Groupe des élus socialistes et républicains de 1995 à 2001, elle est maire-adjointe déléguée à l’urbanisme et à l’habitat ainsi que vice-présidente de l’OPHLM d'Aubervilliers de 2001 à 2008.
Première adjointe au maire d'Aubervilliers depuis 2008, elle a été élue conseillère générale de la Seine-Saint-Denis du canton d'Aubervilliers-Est en mars 2004.

#### Michel Fourcade

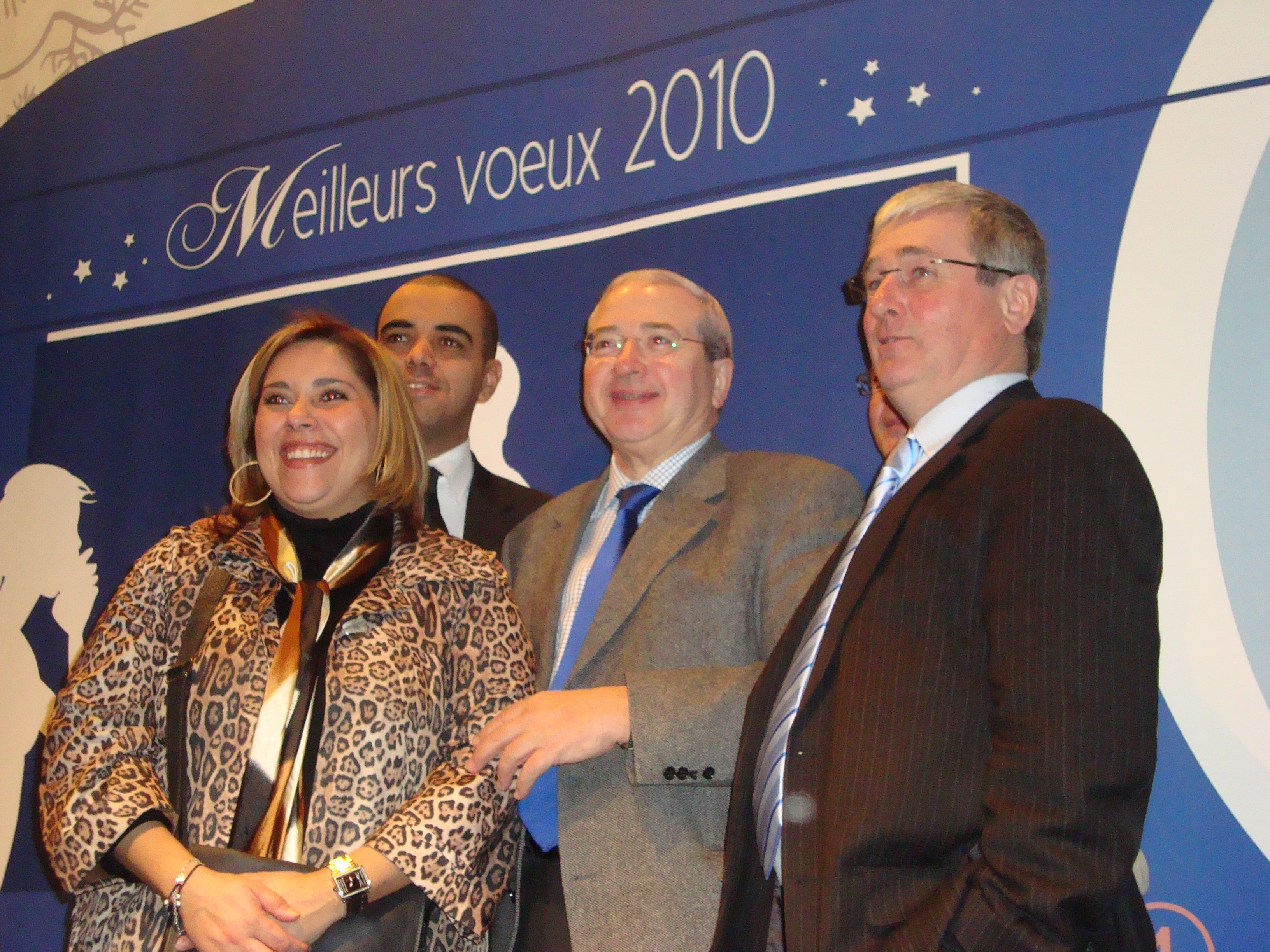
Michel Fourcade (à droite) avec Jean-Paul Huchon.

Michel Fourcade (PS) a été élu conseiller général du canton de Pierrefitte-sur-Seine en 2004 face à la candidate communiste sortante et alors maire de Pierrefitte-sur-Seine Catherine Hanriot. En juin 2007, il était candidat suppléant du PS aux élections législatives sur la deuxième circonscription de la Seine-Saint-Denis. Le 15 mars 2008, il devient maire de Pierrefitte-sur-Seine.

#### Bertrand Kern
Bertrand Kern est une personnalité politique française, membre du PS, né le 4 février 1962 à Belfort.
Suppléant de Claude Bartolone, il devient député le 1er mai 1998 (jusqu'au 18 juin 2002) quand ce dernier est nommé ministre du gouvernement Lionel Jospin.
En 1998, il a été élu conseiller général du canton de Pantin-Ouest, puis réélu au premier tour en 2004.
En 2001, il a été élu maire de Pantin (Seine-Saint-Denis), dont le maire sortant Jacques Isabet était communiste. Il est réélu au premier tour en 2008. Il devient président de la Communauté d'agglomération Est Ensemble en janvier 2010.

#### Frédéric Molossi
Succédant à Claire Pessin-Garric (MARS-GR), Frédéric Molossi, né en 1968, a été élu conseiller général du canton de Montreuil-Nord en mars 2008.
Conseiller municipal de Montreuil depuis 1989, il a été maire-adjoint de Jean-Pierre Brard pendant 14 ans, chargé successivement de l'enseignement secondaire, de la petite enfance et de la santé. Depuis 2008, il siège dans l'opposition municipale.

#### Michèle Bailly

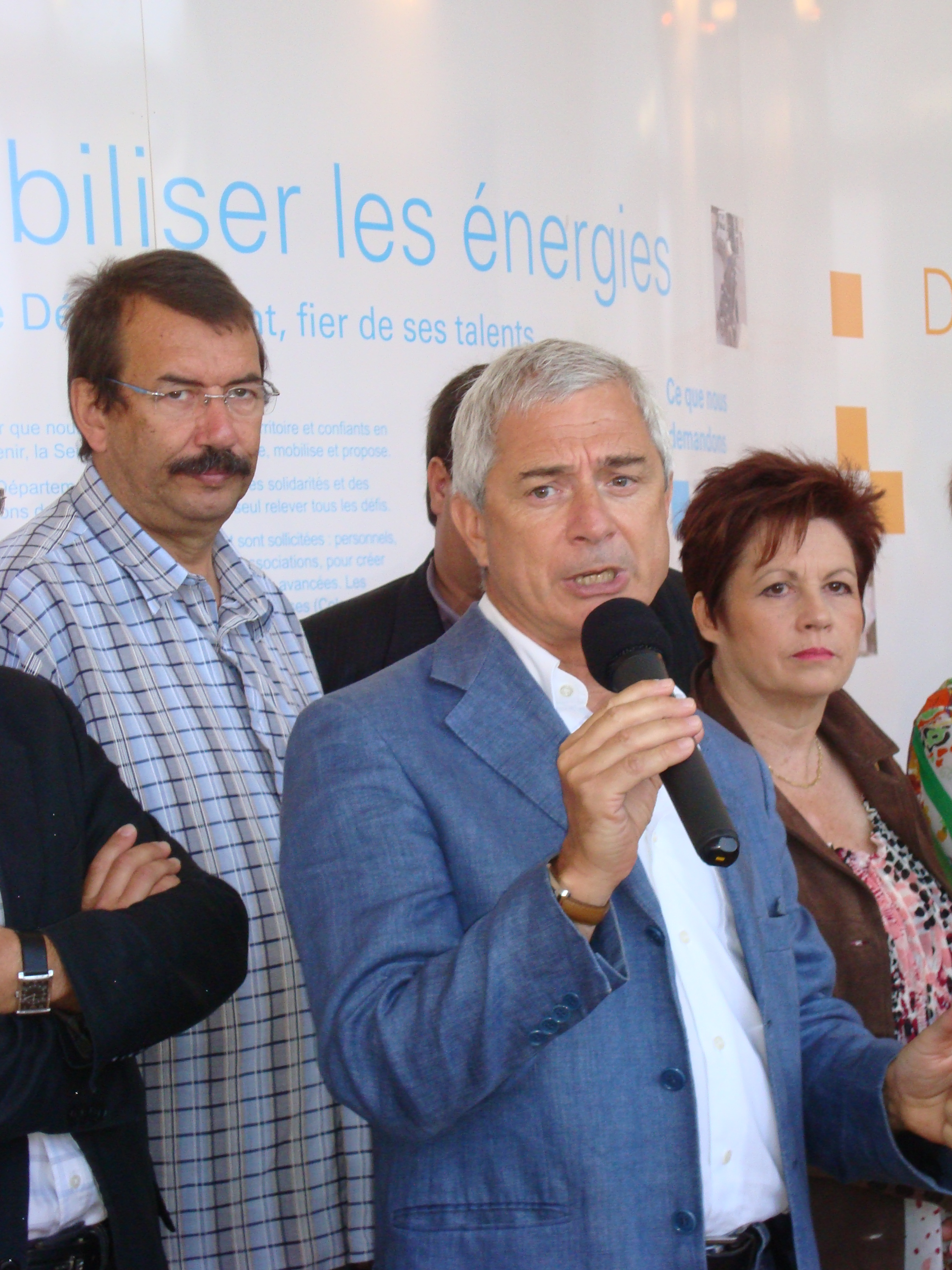
Michèle Bailly (à droite de l'image).

Succédant à Anne-Marie Mahéas qui ne se représentait pas, Michèle Bailly (Parti socialiste), née en 1946, a été élue au premier tour en mars 2008 conseillère générale du canton de Neuilly-sur-Marne.
Titulaire d'une licence d'allemand, elle est arrivée dans le département à l'âge de quatre ans d'abord à Clichy-sous-Bois puis à Villemomble et enfin Neuilly-sur-Marne. Elle a été salariée au Conseil général de 1976 à 1990 puis est devenue fonctionnaire territoriale en tant que directrice de cabinet de Jacques Mahéas à la Mairie de Neuilly.

#### Manuel Martinez
Manuel Martinez est une personnalité politique française, membre exclu du PS.
Il a été élu conseiller général du canton de Montreuil-Ouest en 2004 en bénéficiant du désistement de la sortante communiste Catherine Puig.
En 2008, il soutient la candidature de Dominique Voynet à la mairie de Montreuil, contre les instances du PS.

#### Serge Méry
Serge Méry est une personnalité politique française, membre du PS depuis 1968.
Vice-président du Conseil régional d'Île-de-France chargé des transports jusqu'en 2010, il était jusqu'alors une personne clé de l'exécutif régional et du Syndicat des transports d'Île-de-France.
Il a été membre du conseil municipal d'Epinay-sur-Seine de 1977 à 2001.
Conseiller général du canton d'Épinay-sur-Seine depuis 1998[réf. nécessaire], il a été réélu en 2004 contre le maire de la ville, malgré un premier tour difficile.
Chevalier dans l'Ordre de la Légion d'Honneur

#### Sylvine Thomassin

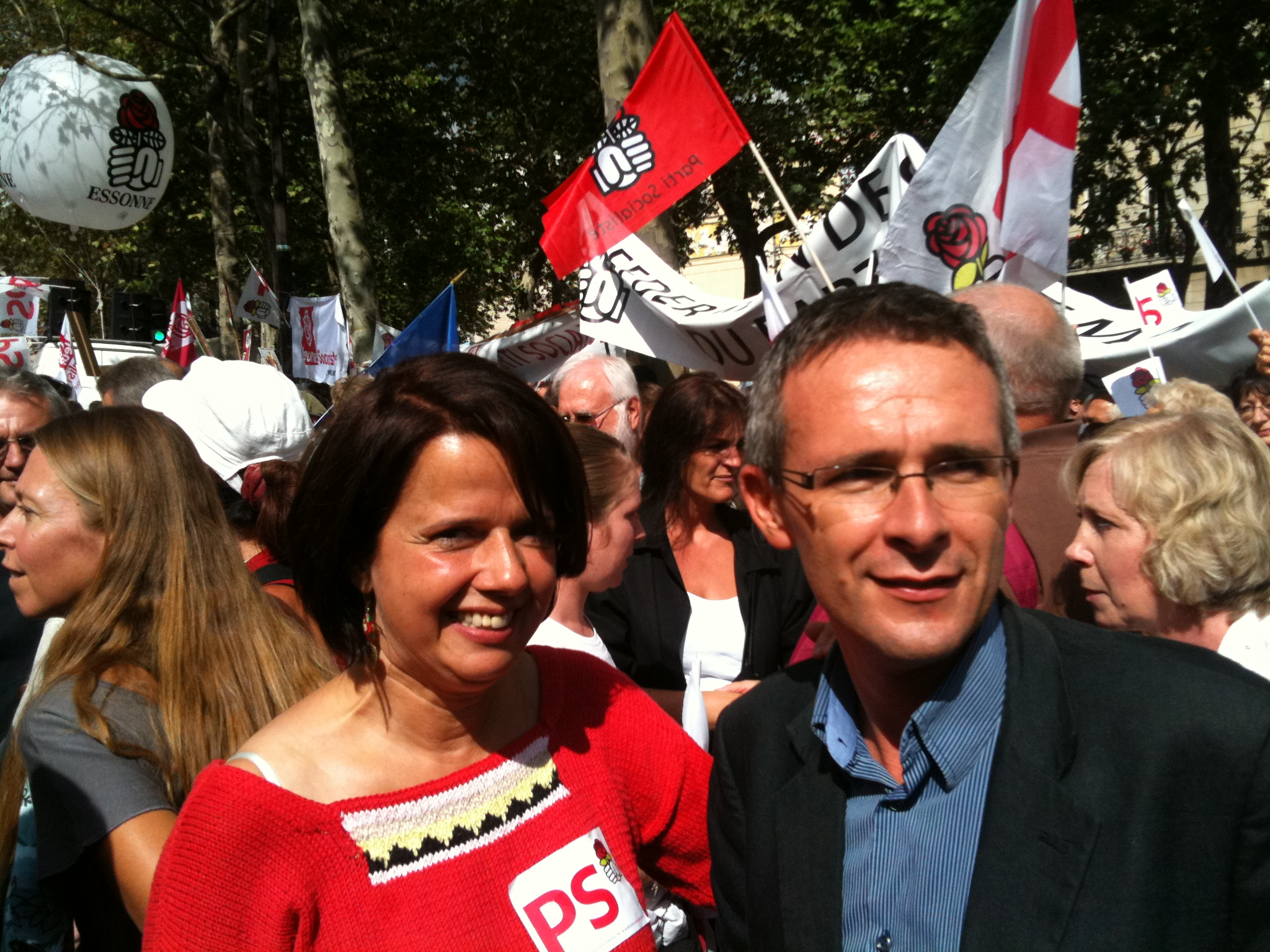
Sylvine Thomassin lors d'une manifestation en 2010.

Sylvine Thomassin est une personnalité politique française de Seine-Saint-Denis, membre du Parti socialiste.
Elle représente plusieurs fois son parti aux élections sur la commune de Drancy avant de s'installer à Bondy. Adjointe au maire de Bondy, elle a été élue en 2001 conseillère générale de la Seine-Saint-Denis du canton de Bondy-Nord-Ouest et réélue en 2008.

### Groupe Union pour la Seine-Saint-Denis
10 membres, dont 8 élus UMP, 1 élue apparentée UMP, 1 élu Nouveau Centre.
Président du groupe : Ludovic Toro

#### Michel Teulet
Michel Teulet a été réélu conseiller général du canton de Gagny en 2004.
Il est aussi maire de Gagny depuis 1995.

#### Jean-Michel Bluteau
Jean-Michel Bluteau est élu conseiller général du canton de Villemomble lors des élections cantonales partielles qui se sont tenues les 14 et 21 octobre 2007, à la suite de l'élection de son prédécesseur, Patrice Calméjane, devenu député de la huitième circonscription de la Seine-Saint-Denis, puis réélu en 2008.
Né le 13 août 1972 au Raincy, il était maire-adjoint de Villemomble, dont il est conseiller municipal depuis 1995.

#### Claude Capillon
Claude Capillon a été élu conseiller général du canton de Rosny-sous-Bois en 2004, le sortant et maire Claude Pernès ne s'était pas représenté.

#### Vincent Capo-Canellas
Vincent Capo-Canellas est une personnalité politique française, membre de l'UDF puis du Nouveau Centre, né le 4 mai 1967 à Nîmes (Gard).
Il est Diplômé de Sciences po et a été Directeur de Cabinet d'élus locaux, Directeur Général des services de Collectivités territoriales, et Chef de Cabinet du Ministre de la Culture de 1995 à 1997.
Il a été élu maire du Bourget en 2001.
Le 23 mars 2003, il a été élu conseiller général du canton du Bourget, à la suite de la démission de Jean-Christophe Lagarde, député-maire de Drancy pour cause de cumul des mandats. Il est réélu en 2008.
En décembre 2006, il a été élu président de la nouvelle Communauté de communes Drancy-Le Bourget.
À partir de janvier 2007, il met en place dans les deux communes de la communauté de communes la gratuité des cantines scolaires pour les enfants des écoles élémentaires, ce qui assure à la nouvelle structure une certaine notoriété.
En mars 2008, il est réélu maire du Bourget et conseiller général, dès le premier tour. Il préside toujours la Communauté de Communes qui est devenue le 1er janvier 2009 la Communauté d'Agglomération de l'Aéroport du Bourget, avec l'entrée de Dugny.
En septembre 2008, il est élu Président départemental de la Fédération Nouveau Centre de Seine-Saint-Denis.

#### Jacques Chaussat
Succédant à Michel Lacroix (UMP), qui ne se représentait pas, Jacques Chaussat (Parti radical valoisien-UMP) a été élu conseiller général du canton d'Aulnay-sous-Bois-Sud en 2008.
Précédemment, il a été seize ans maire-adjoint d'Aulnay-sous-Bois chargé des finances.

#### Raymond Coënne
Raymond Coënne est une personnalité politique française, membre de l'UMP.
Maire de Coubron (Seine-Saint-Denis) depuis 1990 (succédant à son cousin Jean Corlin), il a été réélu conseiller général du canton de Montfermeil en 2004 lors d'une triangulaire.

#### Katia Coppi
Katia Coppi (apparentée à l'UMP) a été élue conseillère générale du Canton des Pavillons-sous-Bois en novembre 2004, à la suite de la démission du titulaire Philippe Dallier, élu sénateur.
Elle est aussi adjoint au maire des Pavillons-sous-Bois.

#### Pierre Facon
Pierre Facon, né le 20 janvier 1957, est une personnalité politique française, membre de l'UMP.
Il a été élu conseiller général du canton de Neuilly-Plaisance en 2001 et réélu en 2008

#### Stéphane Salini
Stéphane Salini (né le 21 novembre 1970 au Blanc-Mesnil) est une personnalité politique française, membre de l'UMP.
Conseiller municipal d'opposition à Drancy, il a été élu premier adjoint au maire de Drancy après la victoire de Jean-Christophe Lagarde aux municipales de 2001.
En 2004, il est élu conseiller général du canton de Drancy, sur lequel le sortant communiste Gilbert Conte ne représentait pas.

#### Ludovic Toro
Ludovic Toro (né le 16 février 1959 à Paris) est médecin généraliste à Coubron. Il est président de « Coubron santé » qui regroupe tous les professionnels de santé de la ville et également de l'association « Santé 93 ».
Il est conseiller municipal de Coubron, délégué à la santé depuis 1995. Il est également depuis 2002 le suppléant d'Éric Raoult, député de la 12e circonscription de Seine-Saint-Denis[réf. nécessaire].
Il a été élu conseiller général en 2004 dans le Canton du Raincy. En 2015, il est élu conseiller régional d'Île de France sur la liste de Valérie Pécresse. Il est très souvent invité sur le plateau de BFMTV et ses interventions sont généralement liés à la situation politique et sanitaire dues à la pandémie de Covid-19,,

### Groupe Communiste et citoyen pour une alternative à gauche
Le groupe compte 12 élus PCF et 1 élu apparenté PCF, dont les vice-présidents Bally Bagayoko, Josiane Bernard, Pierre Laporte, Jean-Charles Nègre et Azzedine Taïbi. Le président du groupe est Gilles Garnier.

#### Hervé Bramy
Hervé Bramy est un homme politique français, né le 15 décembre 1954 au Blanc-Mesnil (Seine-Saint-Denis).
Adjoint au maire du Blanc-Mesnil depuis 1995, il est élu conseiller général du Canton du Blanc-Mesnil depuis 1997, lorsque le maire Daniel Feurtet devenu député de par la nomination de Marie-George Buffet au gouvernement, puisque celui-ci est en situation de cumul des mandats.
Hervé Bramy devient président du groupe communiste au conseil général en 1998, puis président du Conseil général de la Seine-Saint-Denis en avril 2004, mais cède son siège en 2008 à Claude Bartolone.

#### Gilles Garnier
Gilles Garnier est une personnalité politique française de Seine-Saint-Denis.
Il a été élu en 2001 conseiller général du canton de Noisy-le-Sec et vice-président du Conseil général de la Seine-Saint-Denis.
Il a été réélu au second tour en 2008 et élu maire-adjoint de Noisy-le-Sec

#### Stéphane Gatignon
Stéphane Gatignon est un homme politique français, né le 25 août 1969 à Argenteuil.
Maire (depuis mars 2001) et conseiller général (depuis mars 2004) du canton de Sevran en Seine-Saint-Denis. Communiste, il succéda à Jacques Oudot (droite) à la tête d'une liste de rassemblement de la gauche le 18 mars 2001. Il est réélu maire en mars 2008. En novembre 2009, il se rallie à Europe Écologie et est élu sur la liste de ce mouvement aux élections régionales de 2010.

#### Florence Haye
Florence Haye est une personnalité politique française, membre du PCF.
Militante au PCF, elle fut une collaboratrice de Patrick Braouezec, avant de se présenter et d'être élue en mars 2004 conseillère générale du canton de Saint-Denis-Nord-Ouest, où Claudie Gillot-Dumoutier ne se représentait pas. En mars 2008, elle devient première adjointe de Saint-Denis.

#### Jean-Jacques Karman
Jean-Jacques Karman est une personnalité politique française, membre du Parti communiste français née le 16 août 1946 à Aubervilliers (Seine-Saint-Denis). Son père André Karman était lui aussi une personnalité politique d'Aubervilliers et maire.
Il est conseiller général de Seine-Saint-Denis depuis 1984 (succédant à son père), vice-président du conseil général, réélu en 2001. Cette même année, il présentait une liste contre le maire sortant PCF lui aussi Jack Ralite, dont il était adjoint au maire depuis 1989. Il rejoint la majorité municipale en 2003 ou 2004 et est depuis maire adjoint d'Aubervilliers. Il est réélu conseiller général en 2008, mais siège maintenant dans l'opposition municipale à la suite de la prise de la mairie par le PS.
Candidat aux législatives en 2002 pour la succession de Muguette Jacquaint qui ne devait pas se représenter, en concurrence contre l'autre candidat communiste, Gilles Poux, et le socialiste Daniel Goldberg, il se maintient contre la sortante finalement soutenue par le PCF, les Verts et le PS, qui est réélue.

#### Nelly Roland Iriberry
Nelly Roland Iriberry est une personnalité politique française, apparentée PCF.
Conseillère municipale de Villepinte, elle a été élue en mars 2004 conseillère générale du canton de Villepinte, face à l'UMP sortant Charles Vayssié, puis elle a été élue maire de Villepinte face à la maire de droite sortante en mars 2008. Elle est battue lors des élections cantonales de 2011 par Martine Valleton.
Candidate à sa succession aux municipales, l'annonce de sa candidature début avril 2013 est contestée par son ancien adjoint Front de gauche

#### Jacqueline Rouillon-Dambreville
Jacqueline Rouillon-Dambreville est une personnalité politique française, membre du PCF.
Militante au PCF et maire de Saint-Ouen (Seine-Saint-Denis), elle a été élue conseillère générale du canton de Saint-Ouen, où Jean-Pierre Heinen ne se représentait pas.
En juin 2010, elle révèle qu'elle n'a pas repris sa carte au PCF depuis 2008.

#### Abdel-Majid Sadi

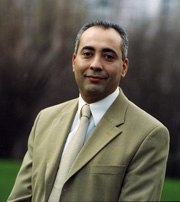
Abdel-Madjid Sadi

Abdel-Madjid Sadi est un homme politique français, apparenté PCF, né en 1962 à La Courneuve. Il travaille comme animateur à Bobigny, où il réside depuis 1983.
Conseiller municipal puis adjoint au maire de Bobigny depuis 1995, il a été élu conseiller général du canton de Bobigny en 2001, puis réélu en 2008.
En 2006, à la suite du décès du maire de Bobigny Bernard Birsinger, il devient premier adjoint de la nouvelle maire, Catherine Peyge. Il est candidat du PCF aux élections législatives de 2007, sur la 5e circonscription de Seine-Saint-Denis (qui regroupe les villes de Drancy et Bobigny).